# 2002 AA29
2002 AA29 (el 2002 AA29) är en jordnära asteroid upptäckt i januari 2002 av Lincoln Near-Earth Asteroid Research. Asteroiden mäter ungefär 60 meter i diameter. 
Den 8 januari 2003 kom asteroiden så nära jorden som 3,7 miljoner km, närmare än den varit på nästan 100 år.
Asteroiden tillbringar det mesta av sin tid i en omloppsbana som liknar den 3753 Cruithne har. Omloppsbanan får dock asteroiden att efter 95 år komma nära jorden och cirkulera i en hästskobana till jorden. På detta sätt kommer asteroiden att följa jorden i en månliknande omloppsbana under 600 år. 2002 AA29 är dock ingen satellit till jorden, utan kretsar kring solen. 
Beräkningar föreslår att 2002 AA29 var i vad som såg ut som en omloppsbana runt jorden under åren 550-600 e.Kr, men var då för ljussvag för att vara synlig med den tidens teknik.
J. Richard Gott och Edward Belbruno från Princeton University har spekulerat i om 2002 AA29 har skapats då en annan planet kolliderade med jorden någon gång under dess tidiga historia.
Omloppsbanan är sådan att det skulle vara relativt enkelt för en rymdfarkost att nå asteroiden och återvända med prover till jorden.